# リチャード・ホーズ
リチャード・ホーズ（英: Richard Hawes、1797年2月6日 - 1877年5月25日）は、アメリカ合衆国の政治家。ケンタッキー州から選出されたアメリカ合衆国下院議員であり、コンフェデレイト・ガヴァーメント・オブ・ケンタッキー（w:Confederate government of Kentucky）の2代目の知事であった。有力な政治家の家系で兄弟、叔父、および従兄弟とともに下院議員であった。ホイッグ党のヘンリー・クレイと親友であったが、ホイッグ党が減退して無くなったときにホーズは民主党員となったが、クレイとの関係は冷めてしまった。